# Vilsberg
Vilsberg (en alemany Wilsberg) és un municipi francès situat al departament del Mosel·la i a la regió del Gran Est. L'any 2007 tenia 381 habitants.

## Demografia

### Població
El 2007 la població de fet de Vilsberg era de 381 persones. Hi havia 140 famílies, de les quals 27 eren unipersonals (12 homes vivint sols i 15 dones vivint soles), 43 parelles sense fills, 58 parelles amb fills i 12 famílies monoparentals amb fills.
La població ha evolucionat segons el següent gràfic:
Habitants censats

### Habitatges
El 2007 hi havia 225 habitatges, 146 eren l'habitatge principal de la família, 73 eren segones residències i 6 estaven desocupats. 148 eren cases i 7 eren apartaments. Dels 146 habitatges principals, 135 estaven ocupats pels seus propietaris, 7 estaven llogats i ocupats pels llogaters i 5 estaven cedits a títol gratuït; 8 tenien dues cambres, 13 en tenien tres, 28 en tenien quatre i 98 en tenien cinc o més. 133 habitatges disposaven pel capbaix d'una plaça de pàrquing. A 50 habitatges hi havia un automòbil i a 79 n'hi havia dos o més.

### Piràmide de població
La piràmide de població per edats i sexe el 2009 era:
| Homes | Edats   | Dones |
| ----- | ------- | ----- |
| 0     | 95 o +  | 0     |
| 0     | 90 a 94 | 0     |
| 0     | 85 a 89 | 8     |
| 4     | 80 a 84 | 0     |
| 4     | 75 a 79 | 8     |
| 16    | 70 a 74 | 0     |
| 12    | 65 a 69 | 16    |
| 4     | 60 a 64 | 12    |
| 8     | 55 a 59 | 4     |
| 16    | 50 a 54 | 16    |
| 16    | 45 a 49 | 20    |
| 4     | 40 a 44 | 8     |
| 12    | 35 a 39 | 12    |
| 24    | 30 a 34 | 16    |
| 12    | 25 a 29 | 28    |
| 0     | 20 a 24 | 8     |
| 20    | 15 a 19 | 8     |
| 8     | 10 a 14 | 4     |
| 16    | 5 a 9   | 0     |
| 16    | 0 a 4   | 12    |

## Economia
El 2007 la població en edat de treballar era de 254 persones, 190 eren actives i 64 eren inactives. De les 190 persones actives 180 estaven ocupades (93 homes i 87 dones) i 10 estaven aturades (4 homes i 6 dones). De les 64 persones inactives 31 estaven jubilades, 15 estaven estudiant i 18 estaven classificades com a «altres inactius».

### Ingressos
El 2009 a Vilsberg hi havia 147 unitats fiscals que integraven 383 persones, la mediana anual d'ingressos fiscals per persona era de 18.862 €.

### Activitats econòmiques
Dels 6 establiments que hi havia el 2007, 1 era d'una empresa de fabricació d'altres productes industrials, 1 d'una empresa de construcció, 1 d'una empresa de comerç i reparació d'automòbils, 1 d'una empresa d'hostatgeria i restauració, 1 d'una empresa financera i 1 d'una empresa classificada com a «altres activitats de serveis».
Dels 2 establiments de servei als particulars que hi havia el 2009, 1 era una oficina bancària i 1 fusteria.
L'únic establiment comercial que hi havia el 2009 era una adrogueria.
L'any 2000 a Vilsberg hi havia 8 explotacions agrícoles.

## Equipaments sanitaris i escolars
El 2009 hi havia 1 escola maternal i 1 escola elemental.

## Poblacions més properes
El següent diagrama mostra les poblacions més properes.